# إد نيلسون (لاعب كرة سلة)
إد نيلسون (بالإسبانية: Ed Nelson)‏ (18 مارس 1982 ببروكتون في الولايات المتحدة - ) هو لاعب كرة سلة أرجنتيني في مركز الوسط. لعب مع UConn Huskies ‏.

## وصلات خارجية
- إد نيلسون على موقع كلية كرة السلة في سبورتس رفرنس.كوم (الإنجليزية)